# (17394) 1981 ER42
A (17394) 1981 ER42 a Naprendszer kisbolygóövében található aszteroida. Schelte J. Bus fedezte fel 1981. március 2-án.